# Robert Castin
Louis Marius Robert Castin (Montluçon, 25 agosto 1918 – Lione, 26 luglio 1979) è stato un militare e aviatore francese,  asso dell'aviazione accreditato di 10 vittorie confermate e 1 probabile durante il corso della seconda guerra mondiale. Decorato con la Croce di Ufficiale della Legion d'onore,  della Croix de guerre 1939-1945 con sei palme e dell'Ordine della Bandiera rossa sovietico..

## Biografia

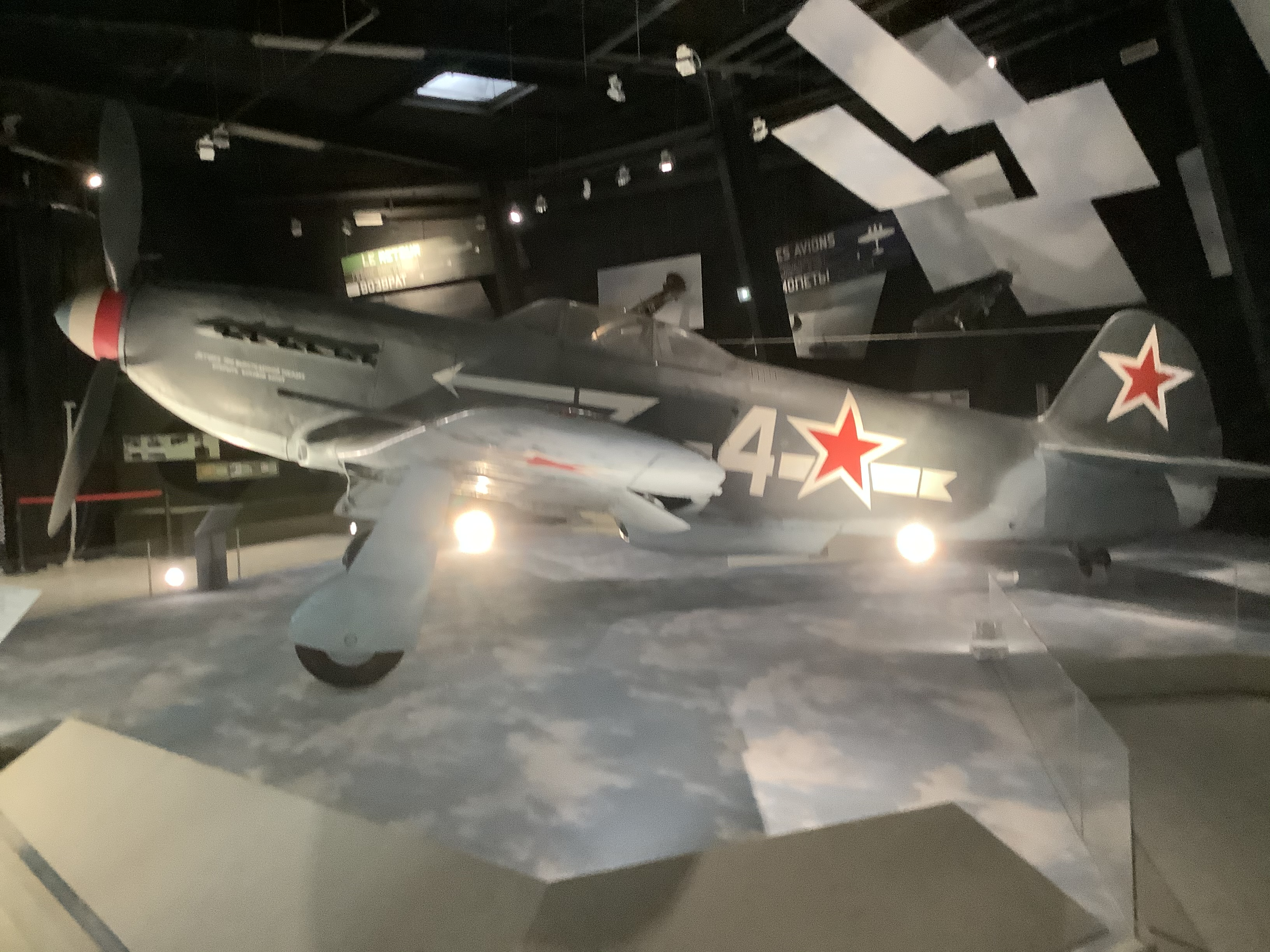
L'esemplare di Yak-3 esposto al Musée de l'air et de l'espace di Parigi.

Nacque il 25 agosto 1918 a Montluçon, Allier. Nel novembre 1936 si arruolò nell'Armée de l'air per la durata di cinque anni, frequentando poi la Scuola di volo di Istres e ottenendo il brevetto di pilota nell'agosto 1937. 
Venne quindi assegnato con il grado di sergente al Groupe Aérien d'Observation 844. Con questa unità, che un rapporto del maggio 1939 definiva come “derelitta sotto tutti gli aspetti”, che entrò nella seconda guerra mondiale il 3 settembre dello stesso anno. Nell'autunno del 1939 eseguì poche missioni di guerra, e nel gennaio 1940 venne mandato a Tours assegnato ad un plotone preparatorio per la scuola allievi ufficiali. Nominato aspirante, nel maggio 1940 fu trasferito a Bordeaux per frequentare la scuola osservatori dall'aeroplano. Il 26 giugno, dopo la firma dell'armistizio con la Germania, avvenuto il giorno 22, la scuola venne evacuata a Meknès, in Marocco, dove fu sciolta due giorni dopo. Fu subito assegnato al Groupe de bombardement I/23, con cui prese parte alle operazioni volute dal governo di Vichy contro le forze britanniche e della Francia Libera nel tentativo di difendere l'Africa Occidentale Francese. Nel settembre 1942, divenuto sergente maggiore, fu assegnato al Groupe de bombardement I/62 a Bamako, e nel marzo 1943 assegnato al corso per allievi ufficiali a Marrakesh. Divenuto sottotenente, il 29 dicembre 1943 si offrì volontario per raggiungere il Reggimento da caccia Normandie-Niemen in Unione Sovietica. Arrivò a Tula il 24 febbraio 1944, iniziano subito l'addestramento al pilotaggio del caccia Yakovlev Yak-9. Il 10 ottobre conseguì la sua prima vittoria, abbattendo un caccia Focke-Wulf Fw 190. Il 16 dello stesso mese, con l'inizio dell'offensiva nella Prussia Orientale avvenuta il giorno 13, chiese l'accredito di un Fw 190 che gli fu assegnato come probabile, e tra i giorni 17 e 18 distrusse due Fw 190. Il 20 ottobre abbatté un Fw 190, e il giorno 22 abbatté due Fw 190, uno a ovest e uno a nord di Gumbinnen. Passato a pilotare un Yakovlev Yak-3, il 14 gennaio 1945 abbatté un Fw 190 e ne danneggiò un altro, il giorno 16 ditrusse un Fw 190 e il 18 conseguì la sua ultima vittoria abbattendo un altro Fw 190. Quello stesso giorno venne abbattuto da un caccia della Luftwaffe, rimanendo ferito e dovendo effettuare un atterraggio di fortuna. Fu rimpatriato il 2 febbraio 1945. Dopo una convalescenza di tre mesi, fu assegnato al 3éme bureau del 550 Gruppo caccia e difesa aerea.  Il 2 febbraio 1946 rientrò in servizio al Normandie-Niemen prima di essere designato, nel febbraio 1948, al ruolo di vicecomandante della base aerea di Salon de Provence.  Quattro anni dopo fu posto in congedo per infermità temporanea, venendo promosso maggiore nel 1956.  Prolungò il periodo di infermità fino al maggio 1958, e poi si congedò dall'aeronautica militare. Si dedicò quindi all'attività di famiglia nella produzione di cuscinetti a sfera. Si spense a Lione il 26 luglio 1979, venendo tumulato nel cimitero di Saint-Germain-les-Paroisses.

### Annotazioni
1. ↑  L'origine della famiglia di Robert Castin si situa a Saint-Germain-des-Paroisses nel Bugey.

### Fonti
1. 1 2 3 4 5 6 7 8 9 10 11 12 13 14 15 16 17 18 19 20 21 22  Ciel de Gloire.
2. ↑  Ketley 1999, p. 90.
3. 1 2 3 4 5  Memorial Normandie Niemen.
4. ↑  Ketley 1999, p. 66.